# Naisey-les-Granges
Naisey-les-Granges és un municipi francès situat al departament del Doubs i a la regió de Borgonya - Franc Comtat. L'any 2007 tenia 694 habitants.

## Demografia

### Població
El 2007 la població de fet de Naisey-les-Granges era de 694 persones. Hi havia 252 famílies de les quals 55 eren unipersonals (35 homes vivint sols i 20 dones vivint soles), 75 parelles sense fills, 114 parelles amb fills i 8 famílies monoparentals amb fills.
La població ha evolucionat segons el següent gràfic:
Habitants censats

### Habitatges
El 2007 hi havia 292 habitatges, 260 eren l'habitatge principal de la família, 8 eren segones residències i 24 estaven desocupats. 261 eren cases i 31 eren apartaments. Dels 260 habitatges principals, 216 estaven ocupats pels seus propietaris, 34 estaven llogats i ocupats pels llogaters i 10 estaven cedits a títol gratuït; 6 tenien dues cambres, 29 en tenien tres, 45 en tenien quatre i 181 en tenien cinc o més. 232 habitatges disposaven pel capbaix d'una plaça de pàrquing. A 84 habitatges hi havia un automòbil i a 158 n'hi havia dos o més.

### Piràmide de població
La piràmide de població per edats i sexe el 2009 era:
| Homes | Edats   | Dones |
| ----- | ------- | ----- |
| 0     | 95 o +  | 0     |
| 4     | 90 a 94 | 4     |
| 4     | 85 a 89 | 4     |
| 4     | 80 a 84 | 4     |
| 8     | 75 a 79 | 4     |
| 4     | 70 a 74 | 8     |
| 16    | 65 a 69 | 0     |
| 24    | 60 a 64 | 16    |
| 4     | 55 a 59 | 20    |
| 24    | 50 a 54 | 8     |
| 36    | 45 a 49 | 24    |
| 28    | 40 a 44 | 20    |
| 20    | 35 a 39 | 24    |
| 16    | 30 a 34 | 20    |
| 8     | 25 a 29 | 24    |
| 12    | 20 a 24 | 8     |
| 16    | 15 a 19 | 12    |
| 0     | 10 a 14 | 44    |
| 24    | 5 a 9   | 12    |
| 32    | 0 a 4   | 8     |

## Economia
El 2007 la població en edat de treballar era de 436 persones, 355 eren actives i 81 eren inactives. De les 355 persones actives 339 estaven ocupades (171 homes i 168 dones) i 16 estaven aturades (7 homes i 9 dones). De les 81 persones inactives 32 estaven jubilades, 33 estaven estudiant i 16 estaven classificades com a «altres inactius».

### Ingressos
El 2009 a Naisey-les-Granges hi havia 272 unitats fiscals que integraven 739 persones, la mediana anual d'ingressos fiscals per persona era de 18.577 €.

### Activitats econòmiques
Dels 22 establiments que hi havia el 2007, 1 era d'una empresa extractiva, 1 d'una empresa alimentària, 7 d'empreses de construcció, 5 d'empreses de comerç i reparació d'automòbils, 1 d'una empresa de transport, 1 d'una empresa d'hostatgeria i restauració, 1 d'una empresa d'informació i comunicació, 1 d'una empresa immobiliària, 3 d'empreses de serveis i 1 d'una empresa classificada com a «altres activitats de serveis».
Dels 9 establiments de servei als particulars que hi havia el 2009, 1 era una oficina de correu, 1 taller de reparació d'automòbils i de material agrícola, 4 guixaires pintors, 1 lampisteria, 1 restaurant i 1 agència immobiliària.
L'únic establiment comercial que hi havia el 2009 era una botiga d'equipament de la llar.
L'any 2000 a Naisey-les-Granges hi havia 13 explotacions agrícoles que ocupaven un total de 1.144 hectàrees.

## Equipaments sanitaris i escolars
El 2009 hi havia una escola elemental.

## Poblacions més properes
El següent diagrama mostra les poblacions més properes.